# David Johns
David Johns (* 11. Juni 1982) ist ein kanadischer Biathlet.
David Johns startet für Biathlonschool.com und wird von Richard Boruta trainiert. Seine einzigen Einsätze in Europa hatte er 2006 im Rahmen des Biathlon-Europacups. Sein erstes Rennen war ein Sprint in Altenberg, den er als 42. beendete, im folgenden Verfolgungsrennen erreichte er als 35. sein bestes Ergebnis in dieser Rennserie. Bessere Resultate erreichte Johns bei Rennen in Nordamerika. So erreichte er bei Rennen im Rahmen des Biathlon-NorAm-Cups der Saison 2007/08. Schon zum Auftakt der Saison erreichte er als Zweiter in einem Verfolgungsrennen hinter Brendan Green ein herausragendes Resultat. In der Gesamtwertung erreichte Johns den elften Platz, 2008/09 wurde er 14. Die Nordamerikanischen Meisterschaften im Skiroller-Biathlon 2008 in Canmore brachten dem Kanadier mehrere gute Platzierungen. Bestes Resultat war Platz vier im Einzel, damit verpasste er eine Medaille nur knapp. In Sprint und Verfolgung kamen 14. Ränge hinzu.